# シテンクモキリ
シテンクモキリ（紫点蜘蛛切、学名：Liparis purpureovittata）は、ラン科クモキリソウ属の地生の多年草。

## 特徴
偽球茎は長さ1-2cm。葉は茎の基部に2個が相対してつき、長さ5-13cm、幅2-5cmの卵状楕円形で、先端は鈍頭またはやや鋭頭で、縁は全部または一部が波打つ。表面は無毛で光沢がある。葉柄は長さ2-6cmあり、葉身とほぼ同じ長さになる。
花期は6-7月。高さ10-25cmになる花茎が直立し、先端に4-14の花を総状につける。花茎は緑色で稜線があり、毛はない。苞は長さ2-5mmになる卵形で、先端は鋭形となる。花柄子房はねじれた棍棒状で、長さ8-11mmになり、緑色であるがときに紫色をおびる。背萼片は線状披針形で先はやや鋭形、長さ8-9mm、幅2-2.5mm、ときにわずかに外巻になり、直立するかやや反曲する。側萼片は倒卵形または倒披針形で先はやや鋭形、上部でねじれ、長さ7-9mm、幅3-3.5mm、3萼片は緑色がかった紫色をしている。側花弁は線形で先は鈍形、長さ8-9mm、幅0.5mmで、垂れ下がり、紫色。唇弁は卵状長楕円形で、縁は全縁か微細な歯牙があり、長さ8-9mm、幅6-7mm、中央で強く反り返り、先端は鈍形かとがり、全体に淡黄緑色で紫色の脈があり、基部の溝は濃紫色になる。蕊柱は長さ4-5mmになり、内曲し、上端に円形の翼がある。花粉塊は4個あり、蝋質で黄色。葯帽は卵形で微突起がある。

## 分布と生育環境
日本固有種。北海道、本州の東北地方・中部地方、四国の冷温帯に分布する。

## 名前の由来
和名シテンクモキリは「紫点蜘蛛切」の意で、同属の、花が緑色のクモキリソウに似るが、唇弁の基部の溝が濃紫色になることからいう。
種小名（種形容語） purpureovittata は和名と同様、「紫色をした縦に太線のある」という意味。

## 新種記載
2008年に国立科学博物館植物研究部の堤千絵、遊川知久、加藤雅啓によって、日本植物分類学会が刊行する学術雑誌 Acta Phytotaxonomica et Geobotanica に論文が掲載され、新種として記載された。これまで、岩手県、長野県、富士山麓からよく似た個体の報告があり、「ナンブクモキリ」「アズミクモキリ」「チクマジガバチ」「フガククモキリ」などと呼ばれていたものである。一見、クモキリソウに似ているが、花の形や塩基配列がクモキリソウや同属の他種とは異なり、新種とされた。2006年7月に新潟県南魚沼郡湯沢町において、堤らによって採集された標本がタイプ標本となっている。

## ギャラリー

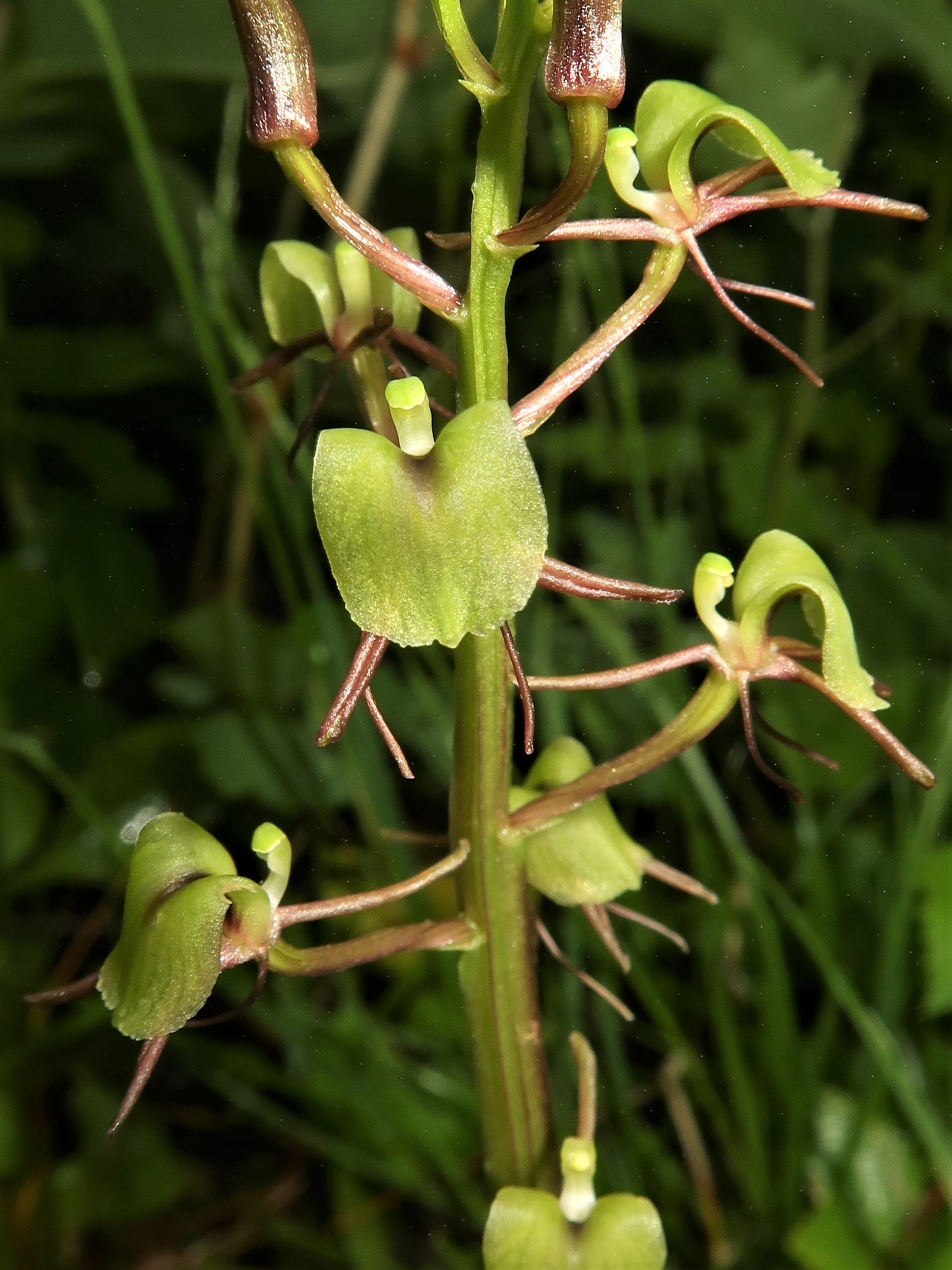
3萼片、側花弁と唇弁の基部が紫色になる。
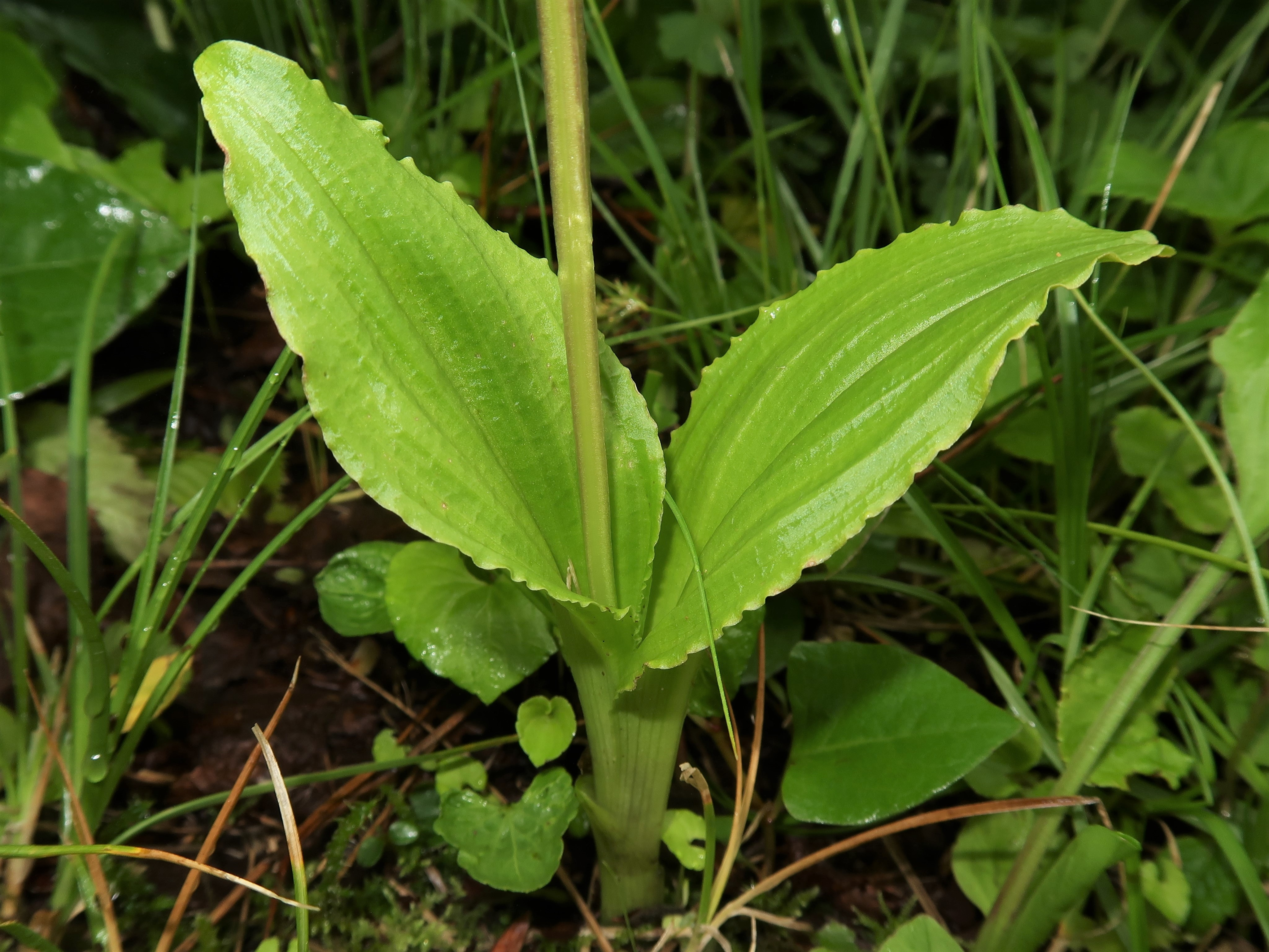
葉の縁は波打ち、表面は無毛で光沢がある。